# جدول أعمال 2000
جدول أعمال 2000 (بالإنجليزية: Agenda 2000)‏، هو برنامج عمل للاتحاد الأوروبي يتمثل هدفه الرئيسي في إصلاح السياسة الزراعية المشتركة والسياسة الإقليمية، ووضع إطار مالي جديد للسنوات 2000-2006 بهدف التوسع الشرقي المقبل للاتحاد الأوروبي.
وكانت أهدافها المعلنة هي:
- تحديث النموذج الأوروبي للزراعة.
- تضييق الفجوات في الثروة والآفاق الاقتصادية بين المناطق.
- تكريم الأولويات التي لا تتمتع إلا بزيادة متواضعة جداً في إيرادات الميزانية حتى عام 2006.

وقد حُددت الإصلاحات لأول مرة في الوثائق التي تحمل عنوان «جدول أعمال عام 2000» الذي نشرته اللجنة فييوليو 1997. وقد وافقت البلدان الـ 15 في الاتحاد الأوروبي على الإصلاحات في اجتماع المجلس الأوروبي الذي عقد في برلين في مارس 1999، إلى جميع مؤسسات الاتحاد الأوروبي.

## روابط خارجية
- الموقع الرسمي